# The First Olympics: Athens 1896
Pour plus de détails, voir Fiche technique et Distribution.
The First Olympics: Athens 1896 est une mini-série américaine en deux parties totalisant 237 minutes produite par Columbia Pictures Television, réalisée par Alvin Rakoff et diffusée à partir du 20 mai 1984 sur le réseau NBC.

## Synopsis
La série raconte l'histoire des premiers Jeux olympiques modernes et des individus qui les ont ramenés à la vie.

## Fiche technique
- Titre original : The First Olympics: Athens 1896
- Création : 1984
- Réalisation : Alvin Rakoff
- Scénario : Charles Gary Allison, William Bast
- Musique : Bruce Broughton
- Direction artistique :
- Décors :
- Costumes :
- Photographie :
- Son :
- Montage :
- Casting : David Caruso, Hunt Block, David Ogden Stiers, Angela Lansbury
- Production : Charles Gary Allison, William Hill
- Sociétés de production : Columbia Pictures Television
- Sociétés de distribution : NBC
- Budget :
- Pays de production : Etats-Unis
- Langue originale : Anglais
- Format :
- Genre : Historique
- Nombre de saisons : 1
- Nombre d'épisodes : 2
- Durée : 237 minutes
- Dates de première diffusion :
  - 20 mai 1984

## Distribution
- Louis Jourdan : Pierre de Coubertin, fondateur du Comité international olympique
- David Ogden Stiers : William Milligan Sloane (en), fondateur du Comité olympique des États-Unis

- Hunt Block (en) : Robert Garrett, athlète américain
- David Caruso : James Brendan Connolly, athlète américain
- Alex Hyde-White : Arthur Blake, athlète américain
- Hutton Cobb : Thomas Burke, athlète américain
- Jason Connery : Thomas Curtis, athlète américain
- Ian Morton: Ellery Harding Clark, athlète américain
- William Armstrong : William Hoyt, athlète américain
- Aaron Swartz (en) : Herbert Jamison, athlète américain
- Keith Edwards : Albert Tyler, athlète américain
- Terrance Conder : Sumner Paine, athlète américain
- Peter Merrill : John Paine, athlète américain
- Matt Frewer : Francis Lane, athlète américain

- Robert Addie : Grantley Goulding, athlète britannique
- Benedict Taylor : Edwin Flack, athlète australien
- Nicos Ziagos : Spyrídon Loúis, athlète grec

- Edward Wiley : John Graham, coach américain
- Angela Lansbury : Alice Garrett, mère de Robert Garrett
- Honor Blackman : Madam Ursula Schumann
- Gayle Hunnicutt : Mary Sloane
- Bill Travers : Harold Flack
- Virginia McKenna : Annabel Flack